# Boboli-kert
A Boboli-kert (olaszul Giardino di Boboli vagy Giardino dei Boboli) nevű park Firenzében, a Pitti-palota mögött terül el és felnyúlik a nevét adó Boboli-dombra is. 1550-ben alakították ki I. Cosimo nagyherceg feleségének, Toledói Eleonórának a kérésére. A kert első tervezője Niccolò Tribolo volt, később Bartolommeo Ammannati, Bernardo Buontalenti és mások elképzelései szerint bővítették. Az olasz típusú díszkertek egyik legszebb példájának tartják.
A kertet 1766-ban megnyitották a nagyközönség előtt is. A Boboli-kert mértani elrendezésű, egy nagyobb és egy kisebb tó is található benne.

## A kert látnivalói
A kert fő útvonalai mellett szerteágazó mellékutakon lehet bolyongani, ahol számos szökőkutat, szobrot, kisebb épületet és  mesterséges barlangokat is meg lehet tekinteni.
- Bacchus-kút: A bejárat után néhány lépésre található, teknősbékán ülő groteszk Bacchus-szobor.
- Mesterséges barlang: Buontalenti műve, három részre van osztva, az egyikben Michelangelo Rabszolga-szobrainak a másolata látható (az eredetiek a Galleria dell’Accademia vannak). A második barlangban Pariszt és Szép Helénát ábrázoló márványszobrok, a harmadikban szökőkút található Giambologna Venus-szobrával.
- Két antik márványszobor található a kert főútvonalának kezdetén.
- Amfiteátrum: a Palazzo Pitti tengelyében található, a közepén Caracalla termáiból idehozott gránitmedencével és obeliszkkel.
- Szökőkút Neptun-szoborral, ami a 16. században készült.
- Belvedere: ciprusfélékkel körülvett kerti épület
- Bőség-szobor, Giambologna alkotása
- Bástya, Michelangelo építette 1529-1530-ban. Kerti lakká van átalakítva. Ez a kert legmagasabb pontja.
- Viottolone ("Ösvény"), antik szobrokkal szegélyezett út, ami az Isolottónak nevezett kis mesterséges tó szigetéhez visz. A sziget közepén Giambologna szökőkútja látható.
- Citrom-ház